# Pelorembia tumidiceps
Pelorembia tumidiceps är en insektsart som beskrevs av Ross 1984. Pelorembia tumidiceps ingår i släktet Pelorembia och familjen Anisembiidae. Inga underarter finns listade i Catalogue of Life.